# Uranometria
Uranometrija (izvirno latinsko Uranometria) je kratki naslov zvezdnega atlasa, ki ga je izdelal nemški astronom Johann Bayer. Atlas je objavil Christoph Mang (Christophorus Mangus)  v Augsburgu leta 1603 s polnim naslovom Uranometrija s kartami vseh ozvezdij, izrisana z novo metodo in vgravirana v bakrene plošče. (Uranometria : omnium asterismorum continens schemata, nova methodo delineata, aereis laminis expressa.) Beseda »Uranometrija« izhaja od Uranije, nebeške muze in »uranos« (starogrško oυρανός), starogrškega izraza za nebo / nebesni svod. Dobesedni prevod besede »Uranometrija« je »Merjenje neba« (podobno kot beseda Geometrija, v starogrščini v dobesednem prevodu »Merjenje Zemlje«).
Uranometrija je bil prvi zvezdni atlas, ki je pokrival celotno nebesno sfero. V njem so poleg ozvezdij prikazane tudi lege približno 1200 zvezd.